# Catedral de Sant Gerland (Agrigent)
La Catedral de Sant Gerland o simplement Catedral d'Agrigent (en toscà: Cattedrale di S. Gerlando) és una catedral catòlica de ritu romà a Agrigent, Sicília, dedicada a sant Gerland. Fundada en el segle xi, la consagraren el 1099 com a seu del bisbe restaurat d'Agrigent. La diòcesi l'elevaren a arxidiòcesi l'any 2000, i la catedral és ara la seu de l'arquebisbe d'Agrigent.
Al desembre del 1951, el papa Pius XII li va atorgar a més la dignitat de basílica menor. El 1966, un lliscament de terra entre el 19 i 20 de juliol posà en perill les estructures religioses incloent-hi la catedral. El lloc de culte es tornà a obrir per a l'ús públic l'any 2014.

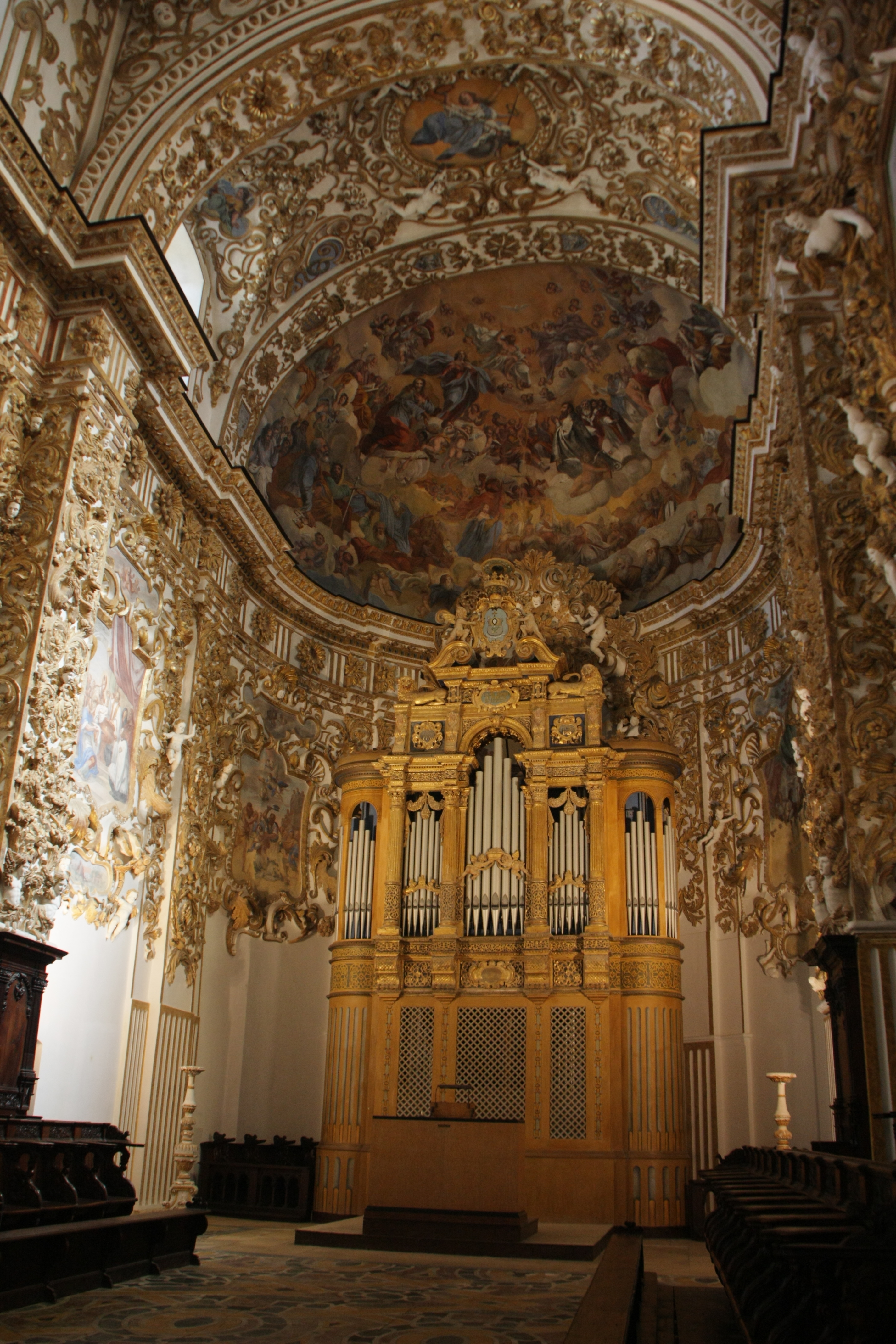
Vista interna